# Afrida melenita
Afrida melenita är en fjärilsart som beskrevs av Paul Dognin 1911. Afrida melenita ingår i släktet Afrida och familjen trågspinnare. Inga underarter finns listade i Catalogue of Life.